# MFK Mikołajów
MFK Mikołajów (ukr. Муніципальний футбольний клуб «Миколаїв», Municypalnyj Futbolnyj Kłub „Mykołajiw”) – ukraiński klub piłkarski, mający siedzibę w mieście Mikołajów na południu kraju. Założony w roku 1920.

## Historia
Chronologia nazw: 
- 1920: Drużyna zakładu Nawal Mikołajów (ukr. Команда заводу «Наваль» Миколаїв)
- 1923: Marty-Badina (Zakład im. Marty) Mikołajów (ukr. «Марті-Бадіна» (Завод імені Марті) Миколаїв)
- 1925: André Marty Mikołajów (ukr. «Андре Марті» Миколаїв)
- 1926: Rajkom Metalistiw (Metalist) Mikołajów (ukr. «Райком Металістів» («Металіст») Миколаїв)
- 1928: André Marty Mikołajów (ukr. «Андре Марті» Миколаїв)
- 1937: Sudnobudiwnyk Mikołajów (ukr. «Суднобудівник» Миколаїв)
- 1938: Dynamo Mikołajów (ukr. «Динамо» Миколаїв)
- 1939: Sudnobudiwnyk Mikołajów (ukr. «Суднобудівник» Миколаїв)
- 1950: Dynamo Mikołajów (ukr. «Динамо» Миколаїв)
- 1951: Awanhard Mikołajów (ukr. «Авангард» Миколаїв)
- 1960: Sudnobudiwnyk Mikołajów (ukr. «Суднобудівник» Миколаїв)
- 1966: Budiwelnyk Mikołajów (ukr. «Будівельник» Миколаїв)
- 1967: Sudnobudiwnyk Mikołajów (ukr. «Суднобудівник» Миколаїв)
- 03.1992: Ewis Mikołajów (ukr. «Евіс» Миколаїв)
- 10.1994: SK Mikołajów (ukr. СК «Миколаїв»)
- 2002: MFK Mikołajów (ukr. МФК «Миколаїв»)

Drużyna piłkarska zakładu Nawal została założona w Mikołajowie w roku 1920. Od 1923 zespół reprezentował Stocznię im. Marty w Mikołajowie i nazywał się Marty-Badina. W 1925 zmienił nazwę na André Marty Mikołajów, a w 1926 na Rajkom Metalistiw (Metalist), jednak w 1928 wrócił do André Marty Mikołajów. Z rozpoczęciem rozgrywek Mistrzostw ZSRR w 1936 roku klub startował w rozgrywkach Pucharu ZSRR. Od 1937 klub nazywał się Sudnobudiwnyk Mikołajów (czyli budowniczy statków) i prezentował stocznię która wtedy też zmieniła nazwę na Statkobudowniczy Zakład im. Nosenko. W 1937 roku klub debiutował w rozgrywkach trzeciej grupy Mistrzostw ZSRR. W latach powojennych klub często zmieniał nazwy (Dynamo, Awanhard, Budiwelnyk).
Od 1992 roku, gdy wystartowała liga ukraińska klub z nową nazwą Ewis Mikołajów występował w Wyższej Lidze, ale zajął 9 miejsce i kolejne dwa sezony spędził w Pierwszej Lidze. W sezonach 1994/95 i 1995/96 klub z nową nazwą SK Mikołajów występował ponownie Wyższej Lidze. Potem z powrotem spada do Pierwszej Lihi. Jeszcze jeden sezon 1998/99 uczestniczył w rozgrywkach Wyższej Lihi. Potem klub występował tylko w Pierwszej Lidze z wyjątkiem sezonu 2005/06, gdy „zaliczył” Drugą Lihę, ale już z nową nazwą MFK Mikołajów. Po sezonie sezonu 2007/08 w związku z tym, że sponsorzy przestali finansować klub, 1 lipca 2008 roku MFK Mikołajów miał być rozformowany. Jednak kiedy 17 lipca 2008 roku klub Dynamo-3 Kijów zrezygnował z dalszych występów w Drugiej Lidze MFK Mikołajów szybko zajął jego miejsce.

## Sukcesy

### Trofea międzynarodowe
Nie uczestniczył w rozgrywkach europejskich (stan na 31-05-2018).

### Trofea krajowe
| \| \| Zdobyte trofea w rozgrywkach Ukrainy (stan na: 31-05-2018) \| |                                                            |      |          |
| Rozgrywki                                                           | Osiągnięcie                                                | Razy | Sezon(y) |
| · Mistrzostwo                                                       | I miejsce                                                  | 0    |          |
| · Mistrzostwo                                                       | II miejsce                                                 | 0    |          |
| · Mistrzostwo                                                       | III miejsce                                                | 0    |          |
| · Mistrzostwo                                                       | 9 miejsce                                                  | 1    | 1992     |
| Puchar                                                              | zdobywca                                                   | 0    |          |
| Puchar                                                              | finalista                                                  | 0    |          |
| Puchar                                                              | półfinalista                                               | 1    | 2016/17  |
| II liga                                                             | I miejsce                                                  | 1    | 1997/98  |
| II liga                                                             | II miejsce                                                 | 1    | 1993/94  |
| II liga                                                             | III miejsce                                                | 0    |          |
| Ukraina                                                             | Zdobyte trofea w rozgrywkach Ukrainy (stan na: 31-05-2018) |      |          |

- Druha liha (III poziom):
  - mistrz (2x): 2005/06 (grupa A), 2010/11 (grupa A)

| \| \| Zdobyte trofea w rozgrywkach Związku Radzieckiego (stan na: 31-12-1992) \| |                                                                         |      |                         |
| Rozgrywki                                                                        | Osiągnięcie                                                             | Razy | Sezon(y)                |
| Mistrzostwo                                                                      | I miejsce                                                               | 0    |                         |
| Mistrzostwo                                                                      | II miejsce                                                              | 0    |                         |
| Mistrzostwo                                                                      | III miejsce                                                             | 0    |                         |
| Puchar                                                                           | zdobywca                                                                | 0    |                         |
| Puchar                                                                           | finalista                                                               | 0    |                         |
| Puchar                                                                           | półfinalista                                                            | 1    | 1969                    |
| II liga                                                                          | I miejsce                                                               | 0    |                         |
| II liga                                                                          | II miejsce                                                              | 1    | 1960 (strefa ukraińska) |
| II liga                                                                          | III miejsce                                                             | 1    | 1959 (strefa ukraińska) |
|                                                                                  | Zdobyte trofea w rozgrywkach Związku Radzieckiego (stan na: 31-12-1992) |      |                         |

- Wtoraja liga (III poziom):
  - 3.miejsce: 1985 (grupa 6)
- Mistrzostwa Ukraińskiej SRR:
  - mistrz: 1974
  - wicemistrz (3x): 1960, 1971, 1990
  - 3.miejsce (3x): 1973, 1984, 1985
- Mistrzostwa obwodu mikołajowskiego:
  - mistrz (4x): 1950, 1954, 1956, 1984
  - wicemistrz (2x): 1953, 1970
- Puchar obwodu mikołajowskiego:
  - zdobywca (2x): 1951, 1978

## Stadion
Klub rozgrywa swoje mecze domowe na stadionie Centralnym w Mikołajowie, który może pomieścić 16700 widzów.

## Trenerzy
...
- 1937:  Gleb Riabikow
- 1938:  Fedir Kondratenko
- 1939–09.1940:  Borys Wojtenko
- 09.1940–10.1940:  Boris Rulow (p.o.)
- 1941–1945: klub nie istniał z powodu Wielkiej Wojny Ojczyźnianej
- 1946:  „Sinzimir”
- 1947:  Oleg Kurbatowski
- 1948–07.1948:  Ołeksandr Serdiuk
- 07.1948–1948:  Fedir Kondratenko (p.o.)
- 1949:  Łeonid Oriechow i Makar Hyczkin
- 1950:  Wołodymyr Woskowski
- 1951–1952: klub nie istniał
- 1953–1956:  Iwan Kołbanow
- 1957–1959:  Ramiz Kariczew
- 1960–08.1960:  Oleg Oszenkow
- 08.1960–1960:  Kostiantyn Szczehocki
- 1961–08.1961:  Jewgienij Gorianski
- 08.1961–1961:  Michaił Czurkin
- 1962–10.1962:  Ołeksandr Iwanow
- 10.1962–1963:  Aleksiej Wodiagin
- 1964–06.1965:  Wołodymyr Iszczenko
- 06.1965–04.1967:  Abram Łerman
- 04.1967–11.1969:  Jurij Wojnow
- 11.1969–1970:  Oleg Oszenkow
- 1971–1974:  Jewhen Łemeszko
- 1975–1976:  Anatolij Norow
- 1977–09.1977:  Wiktor Fomin
- 09.1977–1977:  Jurij Zabołotny
- 1978–07.1979:  Jurij Wojnow
- 07.1979–06.1982:  Hryhorij Iszczenko
- 06.1982–12.1983:  Jewgienij Piestow
- 01.1984–12.1985:  Jewhen Kuczerewski
- 01.1986–12.1986:  Iwan Bałan
- 01.1987–12.1987:  Wiktor Zubkow
- 01.1988–04.1989:  Hennadij Łysenczuk
- 04.1989–12.1991:  Iwan Bałan
- 01.1992–02.1992:  Łeonid Mały (p.o.)
- 03.1992–06.1992:  Iwan Bałan
- 07.1992–12.1992:  Władłen Naumenko
- 01.1993–06.1994:  Łeonid Kołtun
- 07.1994–09.1994:  Wałerij Żurawko
- 09.1994:  Łeonid Kołtun (p.o.)
- 10.1994–03.1997:  Jewhen Kuczerewski
- 03.1997–05.1997:  Serhij Puczkow (p.o.)
- 05.1997–06.1998:  Anatolij Zajajew
- 07.1998–09.1998:  Anatolij Końkow
- 10.1998:  Łeonid Nikołajenko (p.o.)
- 01.1999–03.1999:  Iwan Krasnecki
- 03.1999–08.2003:  Mychajło Kałyta
- 08.2003–09.2003:  Wałerij Mazur (p.o.)
- 09.2003–05.2004:  Roman Pokora
- 06.2004–06.2005:  Hryhorij Iszczenko
- 06.2005:  Wiaczesław Mazarati (p.o.)
- 08.2005–05.2007:  Łeonid Hajdarży
- 05.2007:  Ołeksandr Spicyn (p.o.)
- 05.2007–01.2009:  Wiaczesław Mazarati
- 02.2009–04.2010:  Mychajło Kałyta
- 04.2010–08.2010:  Wiaczesław Mazarati
- 08.2010–06.2013:  Rusłan Zabranski
- 11.06.2013–03.11.2013:  Ołeh Fedorczuk
- 03.11.2013–11.03.2014:  Wołodymyr Ponomarenko (p.o.)
- 12.03.2014–24.06.2014:  Wiaczesław Mazarati
- 24.06.2014–09.01.2015:  Ołeh Fedorczuk
- 16.01.2015–02.03.2015:  Jurij Smahin (p.o.)
- 03.03.2015–07.04.2015:  Anatolij Stawka
- 07.04.2015–06.12.2018:  Rusłan Zabranski
- 06.12.2018–13.10.2019:  Serhij Szyszczenko
- 14.10.2019–09.12.2019:  Jurij Czaus (p.o.)
- 13.01.2020–...:  Illa Błyzniuk